# Сатурн (премія, 2011)
37-а церемонія вручення нагород премії «Сатурн» за заслуги в царині кінофантастики, зокрема в галузі наукової фантастики, фентезі та жахів за 2010 рік, яка відбулася 23 червня 2011 року.

## Лауреати і номінанти
Нижче наведено повний список номінантів та переможців. Переможці виділені жирним шрифтом.

### Фільми
| Найкращий актор | Найкраща акторка |
| --- | --- |
| - Джефф Бріджес — за роль Кевіна Флінна / Клу у фільмі Трон: Спадок - Джордж Клуні — за роль Джека / Едварда у фільмі Американець - Леонардо Ді Капріо — за роль Домініка Кобба у фільмі Початок - Леонардо Ді Капріо — за роль Тедді Деніелса у фільмі Острів проклятих - Роберт Дауні (молодший) — за роль Тоні Старка / Залізна людина у фільмі Залізна людина 2 - Раян Рейнольдс — за роль Пола Конроя у фільмі Похований живцем           | - Наталі Портман — за роль Ніни Сеєрс у фільмі Чорний лебідь - Анджеліна Джолі — за роль Евелін Солт у фільмі Солт - Сесіль де Франс — за роль Марі Лелай у фільмі Потойбічне - Нумі Рапас — за роль Лісбет Саландер у фільмі Дівчина з татуюванням дракона - Еллен Пейдж — за роль Аріадни у фільмі Початок - Кері Малліган — за роль Кеті у фільмі Не відпускай мене |
| Найкращий актор другого плану | Найкраща акторка другого плану |
| - Ендрю Гарфілд — за роль Томмі у фільмі Ніколи не відпускай мене - Крістіан Бейл — за роль Діккі Еклунда у фільмі Боєць - Том Гарді — за роль Імс у фільмі Початок - Ґаррет Гедлунд — за роль Сема Флінна у фільмі Трон: Спадок - Джон Малкович — за роль Марвіна Боггса у фільмі РЕД - Марк Руффало — за роль маршала Чака Оула / доктора Лестера Шина у фільмі Острів проклятих                                                             | - Міла Куніс — за роль Лілі у фільмі Чорний лебідь - Кіра Найтлі — за роль Рут у фільмі Ніколи не відпускай мене - Скарлетт Йоганссон — за роль Наталі Рашман / «Чорна вдова» у фільмі Залізна людина 2 - Гелен Міррен — за роль Вікторії у фільмі РЕД - Ванесса Редґрейв — за роль Клер у фільмі Листи до Джульєтти - Джекі Вівер — за роль Джанін «Смурф» Коді у фільмі За законами вовків                                                                                         |
| Найкращий молодий актор чи акторка | Найкращий сценарій |
| - Хлоя Морец — за роль Еббі у фільмі Впусти мене - Логан Лерман — за роль Персі Джексона у фільмі Персі Джексон та Викрадач блискавок - Френкі Макларен і Джордж Макларен — за роль Маркуса і Джейсона у фільмі Далі - Вілл Поултер — за роль Юстаса Скраба у фільмі Хроніки Нарнії: Підкорювач Світанку - Гейлі Стайнфельд — за роль Метті Росс у фільмі Справжня мужність - Чарлі Тахан — за роль Сема Сент-Клауда у фільмі Чарлі Сент-Клауд | - Крістофер Нолан — Початок - Майкл Арндт — Історія іграшок 3 - Алекс Ґарленд — Ніколи не відпускай мене - Андрес Гайнц, Джон МакЛафлін, Марк Гейман — Чорний лебідь - Пітер Морган — Потойбічне - Метт Рівз — Впусти мене. Сага |
| Найкращий режисер | Найкращий костюм |
| - Крістофер Нолан — Початок - Мартін Скорсезе — Острів проклятих - Клінт Іствуд — Потойбічне - Девід Єйтс — Гаррі Поттер і Смертельні реліквії: Частина 1 - Даррен Аронофскі — Чорний лебідь - Метт Рівз — Дозволь мені війти | - Коллін Етвуд — Аліса в Країні Чудес - Мілена Канонеро — Людина-вовк - Майкл Вілкінсон — Трон: Спадок - Ісіда Муссенден — Хроніки Нарнії: Підкорювач Світанку - Джені Теміме — Гаррі Поттер і Смертельні реліквії: Частина 1 - Дженті Йейтс — Робін Гуд |
| Найкращий грим | Найкращі спецефекти |
| - Рік Бейкер та Дейв Елсі — Людина-вовк - Енді Клемент та Дональд Моват — Різники - Енді Клемент, Дженніфер МакДеніел та Тарра Д. Дей — Дозволь мені війти - Марк Кульє, Нік Дадман та Аманда Найт — Гаррі Поттер і Смертельні реліквії: Частина 1 - Грег Нікотеро та Говард Бергер — Химера - Ліндсі Макгоуен та Шейн Махан — Аліса в Країні Чудес                                                                                            | - Кріс Корбоулд, Ендрю Локлі, Пол Дж. Франклін та Пітер Бебб — Початок - Баррі Хемслі та Ангус Бікертон — Хроніки Нарнії: Підкорювач Світанку - Гед Райт, Янек Сіррс, Бен Сноу та Ден Судік — Залізна людина 2 - Ніколас Айтаді, Джон Річардсон, Крістіан Манц та Тім Берк — Гаррі Поттер і Смертельні реліквії: Частина 1 - Карл Денхем, Стів Пріг, Ерік Барба та Нікос Калайцідіс — Трон: Спадок - Кен Ралстон, Кері Віллегас, Том К. Пайцман та Девід Шауб — Аліса в Країні Чудес |
| Найкраща музика | Найкращий науково-фантастичний фільм |
| - Ганс Циммер — Початок - Клінт Іствуд — Потойбічне - Майкл Джаккіно — Дозволь мені війти - Готфрід Гупперц — Метрополіс - Daft Punk — Трон: Спадок - Джон Пауелл — Як приборкати дракона | - Початок - Потойбічне - Залізна людина 2 - Ніколи не відпускай мене - Химера - Трон: Спадок |
| Найкращий пригодницький фільм або бойовик | Найкращий фентезійний фільм |
| - Солт - Зелений шершень - РЕД - Робін Гуд - Нестримні - Справжня мужність - Некерований | - Аліса у Дивокраї - Сутінки. Сага. Затемнення - Гаррі Поттер і Смертельні реліквії: Частина 1 - Хроніки Нарнії: Підкорювач Світанку - Битва титанів - Скотт Пілігрим проти світу |
| Найкращий фільм жахів або трилер | Найкращий анімаційний фільм |
| - Впусти мене. Сага - Чорний лебідь - Пипець - Американець - Острів проклятих - Людина-вовк | - Історія іграшок 3 - Нікчемний Я - Як приборкати дракона - Легенди нічної варти - Шрек назавжди - Заплутана історія |
| Найкращий фільм іноземною мовою | Найкраща робота художника-постановника |
| - Монстри - Центуріон - Дівчина з татуюванням дракона - Метрополіс - Мати - Санта на продаж | - Даррен Гілфорд — Трон: Спадок - Данте Ферретті — Острів проклятих - Гай Хендрікс Діас — Початок - Рік Генріхс — Людина-вовк - Роберт Стромберг — Аліса в Країні Чудес - Кеті Альтієрі — Як приборкати дракона |

### Телебачення
| Найкращий телесеріал | Найкращий телесеріал, зроблений для кабельного телебачення |
| --- | --- |
| - Межа (Fox) - Загублені (ABC) - Таємниці Смолвіля (The CW) - Надприродне (The CW) - Щоденники вампіра (The CW) - V (ABC) | - Пуститися берега (AMC) - Шукачка (TNT) - Декстер (Showtime) - Еврика (Syfy) - Противага (TNT) - Реальна кров (HBO) - Спартак: Кров та пісок (Starz) |
| Найкращий телеактор | Найкраща телеакторка |
| - Стівен Моєр — Реальна кров (HBO) за роль Білла Комптона - Ендрю Лінкольн — Ходячі мерці (AMC) за роль Ріка Граймса - Тімоті Гаттон — Противага (TNT) за роль Нейтана Форда - Майкл Голл — Декстер (Showtime) за роль Декстера Моргана - Метью Фокс — Загублені (ABC) за роль Джека Шепарда - Браян Кренстон — Пуститися берега (AMC) за роль Волтера Вайта | - Анна Торв — Межа (Fox) за роль Олівії Данхем - Сара Вейн Келліс — Ходячі мерці (AMC) за роль Лорі Граймс - Елізабет Мітчелл — V (ABC) за роль Ерік Еванс - Крістін Кройк — Таємниці Смолвіля (WB) за роль Лани Ленг - Кіра Седжвік — Шукачка (TNT) за роль Бренди Лі Джонсон - Анна Паквін — Реальна кров (HBO) за роль Сокі Стекгаус                       |
| Найкращий телеактор другого плану | Найкраща телеакторка другого плану |
| - Джон Нобл — Межа (Fox) за роль Волтера Бішопа - Террі О'Квінн — Загублені (ABC) за роль Джона Лока - Стівен Ян — Ходячі мерці (AMC) за роль Гленн - Дін Норріс — Пуститися берега (AMC) за роль Генка Шрейдера - Аарон Пол — Пуститися берега (AMC) за роль Джессі Пінкмена - Майкл Емерсон — Загублені (ABC) за роль Бена Лайнуса                         | - Люсі Лоулес — Спартак: Кров та пісок (Starz) за роль Лукреції - Джина Беллман — Противага (TNT) за роль Софі Деверо - Дженніфер Карпентер — Декстер (Showtime) за роль Дебри Морган - Лорі Голден — Ходячі мерці (AMC) за роль Андреа - Морена Баккарін — V (ABC) за роль Анни - Бет Рісґраф — Противага (TNT) за роль Паркер                               |
| Найкраща телевізійна презентація | Найкраща гостьова телероль |
| - Ходячі мерці (AMC) - Різдвяна пісня (Доктор Хто) (BBC America) - Стовпи землі (Starz) - Спартак: Боги арени (Starz) - Шерлок (PBS) - Свято кунг-фу панди (NBC) | - Джо Манганьєлло — Реальна кров (HBO) за роль Елсідо Гервея - Річард Дрейфус — Косяки (Showtime) за роль Уоррена Шиффа - Джон Террі — Загублені (ABC) за роль Крістіана Шепарда - Джанкарло Еспозіто — Пуститися берега (AMC) за роль Густаво Фрінг - Ноа Еммеріх — Ходячі мерці (AMC) за роль Едвіна Дженнера - Сет Гейбл — Межа (Fox) за роль Лінкольна Лі |

### Домашня колекція
| Найкращий DVD або Blu-ray фільм | Найкраща колекція DVD фільмів |
| --- | --- |
| - Ніколи не спи знову: спадщина В'язової вулиці - Квадрат - Нова дочка - Добре серце - Зникнення Еліс Крід - 13-й район: Ультиматум | - Чужий - Клінт Іствуд фільмографія - Назад у майбутнє - Трилогія «Помста» - Класична колекція фільму Нуар, том 5 - Фантомас: Збірка п'яти фільмів                                      |
| Найкращий DVD або Blu-ray спецвипуск | Найкращий телевізійний DVD-реліз |
| - Аватар (Розширене колекційне видання) - Битва біля Червоної скелі (Міжнародна версія) - Людина-вовк (Режисерська версія без рейтингу) - Монстри (Спеціальне видання) - Робін Гуд (Режисерська версія без рейтингу) - Солт (Видання Делюкс без рейтингу) | - Сутінкова зона (Сезони 1 і 2) (Blu-ray) - Космос: 1999 (Blu-Ray) - Трилер - Загублені - Людина на шість мільйонів доларів (Повна колекція) - Подорож на дно моря (Сезон 4, частина 2) |
| Найкращий DVD класичний фільм | |
| - Метрополіс - Кінг-Конг - Екзорцист (Розширена режисерська версія) - Психо (50-річчя Ювілейне видання) - Хронос - Пандора і летючий голландець (Делюкс видання)                                                                                          | |

### Особливі нагороди
| Нагорода                                | Лауреати         |
| --------------------------------------- | ---------------- |
| Нагорода за кар’єру (Life Career Award) | • Майкл Бін      |
| Нагорода за кар’єру (Life Career Award) | • Берт І. Гордон |